# Hilde Gijsbrechts
Hilde Gijsbrechts (Deurne, 25 november 1971) is een Vlaamse actrice.

## Biografie
Gijsbrechts studeerde af als klassieke balletdanseres aan de Koninklijke Balletschool Antwerpen en speelde vanaf 1990 mee in het ensemble van de musicals Hello Dolly, Dear Fox en Anatevka, producties van het  Koninklijk Ballet Van Vlaanderen. Op televisie heeft ze geacteerd in Het Park, Wat nu weer?!, F.C. De Kampioenen, Flikken, Aspe en De Familie Backeljau. Haar bekendste rol is die van Elke Bran in de Vlaamse televisieserie Wittekerke waar ze in meespeelde tot het einde in 2008. Ze was ook te zien in de VT4 internetsoap 2000ANTWERPEN met onder andere Ann Ceurvels en Maarten Bosmans.
Na Wittekerke behaalde ze een bachelordiploma als verpleegkundige en ook het diploma van postgraduaat palliatieve zorg. Ze stopte met voltijds acteren en ging als zelfstandig thuisverpleegkundige aan de slag. Af en toe doet ze nog aan theater in zaal De Roxy te Sint-Truiden.

## Filmografie
- Het Park (1993-1995) - als Wendy
- De Familie Backeljau (1997) - als Anneke
- Wittekerke (1998-2008) - als Elke Bran
- Wat nu weer?! (1998) - als Sandy Coghen
- Gilliams & De Bie (1999) - als Tina Wuyts
- De boerenkrijg (1999) - als Yvonneke
- F.C. De Kampioenen (2000) - als verkoopster
- Flikken (2006) - als Cindy De Schepper
- Zone Stad (2008) - als Kathleen Mees
- Danni Lowinski (2013) - als klant in boekenwinkel
- Lisa (2021) - als Sofie

## Privé
Gijsbrechts is sinds 2015 getrouwd en heeft twee kinderen.